# Solitudo Horarum
Solitudo Horarum  è una caratteristica di albedo della superficie di Mercurio.